# Медведје
Медведје (слч. Medvedie) насељено је мјесто са административним статусом сеоске општине (слч. obec) у округу Свидњик, у Прешовском крају, Словачка Република.

## Становништво
| Година:    | 1994. | 2004. | 2014.    | 2024.   |
| ---------- | ----- | ----- | -------- | ------- |
| Број људи: | 75    | 57    | 47       | 43      |
| Разлика:   |       | -24 % | -17,54 % | -8,51 % |

| Година:    | 2023. | 2024.   |
| ---------- | ----- | ------- |
| Број људи: | 45    | 43      |
| Разлика:   |       | -4,44 % |

Према подацима о броју становника из 2024. године насеље је имало 43 становника.